# 萊曼 (緬因州)
萊曼（英語：Lyman）是一個位於美國緬因州約克縣的鎮。

## 人口
根據2020年美國人口普查的數據，萊曼的面積為104.87平方千米，當中陸地面積為100.98平方千米，而水域面積為3.88平方千米。當地共有人口4525人，而人口密度為每平方千米43人。